# سوخته‌پشت
سوخته‌پشت (نام علمی: Arnoglossus kessleri) نام یک گونه از سرده سوخته‌ماهی است.